# Teatro romano di Amiternum
Il teatro romano di Amiternum era il principale teatro dell'antica città sabina di Amiternum, i cui resti archeologici sono situati nei pressi dell'abitato di San Vittorino nel territorio comunale dell'Aquila.
La struttura si fa risalire all'età augustea, come si evince dai rivestimenti delle murature realizzati con la tecnica edilizia dell'opera reticolata, ancora oggi ben visibile. Era situato nella cosiddetta Ara di Saturno, a poca distanza dal Foro corrispondente al centro della città. La cavea, che si sviluppa sulle pendici del colle San Vittorino, ha un diametro massimo di 80 metri ed era originariamente strutturata su due livelli con precintio, vale a dire con corridoio intermedio semianulare che separava i due settori denominati ima e media cavea; si stima che la capienza complessiva fosse di 2.000 persone. La parte inferiore, articolata in 18 file cui si accedeva da 3 scale radiali, è stata oggi parzialmente scoperta ed è in grado di ospitare circa 400 persone. Frontale alla cavea, e separata da essa da un canale in cui scorreva il sipario, sono i resti della scena di quasi 60 metri di lunghezza e strutturata su due diversi segmenti.
Il teatro venne abbandonato dopo il IV secolo e successivamente utilizzato come necropoli. È stato riportato alla luce con gli scavi archeologici del 1878, dichiarato monumento nazionale nel 1902, quindi restaurato tra gli anni Sessanta e Settanta ed è oggi parte di una vasta area archeologica comprendente anche l'anfiteatro romano e le catacombe di San Vittorino. Nei pressi sono conservati fregi e colonne rinvenute dagli scavi ancora in attesa di essere inglobati nelle collezioni del Museo nazionale d'Abruzzo e del Museo archeologico di Santa Maria dei Raccomandati.